# Dolomity
Dolomity (italsky Dolomiti, německy Dolomiten, v ladinštině Dolomites) jsou jedním z horských masivů Italských Alp. Rozkládá se v severní části Itálie, na východ od Bolzanské kotliny. Pohoří nemá jednolitý hřeben, skládá se z mnoha menších, často velmi rozličných horských skupin. Oblast charakterizují typické dolomitické prvky jako stolový povrch některých masivů, srázné stěny, věžovité vrcholy, rozeklané skalní hřebeny a takřka bizarní tvary některých štítů. Na území Dolomit jsou snad všechny typy horské krajiny – od horských luk, přes rozmanité skalní masivy, kotliny s jezery až po ledovec na severních svazích nejvyššího vrcholu Marmolady. Dolomity byly zapsány v roce 2009 na seznam světového dědictví UNESCO.
Vzhledem ke značně komplikovanému reliéfu není horopisné členění v některých ohledech jednotné, stejně jako názvosloví. Navíc určité komplikace působí dvojjazyčnost části obyvatelstva. Jména jednotlivých horských skupin, masivů i vrcholů jsou sice ustálená, v médiích se však občas objeví články chybně kombinující názvy italské a německé.

## Historie
Pohoří za své jméno vděčí francouzskému učenci, mineralogovi a dobrodruhovi Déodatu de Dolomieu, který si jako první všiml odlišného složení horniny, z níž jsou Dolomity složeny. Chemické složení dolomitu (který je zde spolu s kalcitem horninotvorným minerálem) je CaMg(CO3)2. Turistický název Dolomity se ale ujal teprve po první světové válce. V Dolomitech se odehrávala v letech 1915–1917 významná část bojů této války, po nichž zbyla v horách řada pozůstatků, jako jsou pevnostní a ubytovací stavby, skalní chodby a dutiny a množství ve skalách vytesaných přístupových cest k bojovým pozicím. Tyto cesty se staly základem pro pozdější vybudování mnoha zajištěných cest, kterými jsou Dolomity proslaveny. Na více místech v Dolomitech se nacházejí muzea této války, vojenská pohřebiště a památníky (např. Cinque Torri, Piccolo Lagazuoi, Passo Varparola, Passo Pordoi, Monte Grappa a jinde).

## Poloha
Dolomity zaujímají území o rozloze 4 750 km² a leží převážně v autonomním regionu Trentino-Alto Adige na území třech provincií – Belluno, Trento a Bolzano. Od severu je pohoří ohraničeno údolím Val Pusteria/Pustertal, kterým protéká řeka Rienz. Po celé východní straně tvoří hranici údolí řeky Piavy. Na jihu vybíhají Dolomity až k Pádské nížině. Pokud jde o západní ohraničení, v jižní části Dolomit jej tvoří údolí řek Brenta, Cismon a Travignolo, v severní části pak údolí řeky Isarco.
Pokud jde o alpské horské skupiny, sousedí Dolomity na severu s Zillertalskými Alpami, skupinou Rieserferner, Villgratenskými horami a Hlavním Karnským hřebenem, na východě Jižními Karnskými Alpami a na západě s Vicentinskými, Fleimstalskými a Sarntalskými Alpami.

## Geologie a geomorfologie

### Vznik
Specifický morfologický tvar Dolomit je dobře známý. Nad určitou nadmořskou výškou převládají vertikální zlomy nad horizontálními takovým způsobem, že zde hory vystupují do výšky v až gotických tvarech. Vznik této krajiny je dost komplexní a ne zcela izolovaný od hlavních geologických událostí, které zahrnovaly celou jižní alpskou oblast. Vývoj alpinského vrásnění v sobě nesl řadu zlomů a zhroucení skalní masy, vyvýšeních, hydrologických, oceánografických, podnebných, sopečných a biologických změn. Všechny tyto události lze nalézt v jednotlivých geologických vrstvách, které představují nesporný záznam o sledu těchto změn v chronologických pořadích, kde nejstarší jsou dole a nedávné nahoře.

### Geologie
Hory mají dosti hluboký a poměrně jednotný geologický základ, na kterém sestávají další vrstvy a sedimenty. Základ sestává z metamorfovaných hornin, nebo krystalické břidlice patřící do nejstarších formací odvozených z prehistorických kamenných mas. Tyto základní horniny byly díky velkému tlaku, vysoké teplotě postupně zatlačovány do velmi hlubokých vrstev. Nad tímto základem se rozkládá obrovský talíř porfyrické skály zvaný „Bolzanoa“ (ignimbrit, tuf a láva) vsazený v důsledku obrovského a dlouhého období sopečné činnosti během permu (zhruba před 250 miliony lety). Tento porfyrický talíř je největší oblasti porfyru v Alpách a Evropě, který se rozkládá nalevo od údolí Valle dell'Adige z Merana do Pergine a pokračuje na východ k Agordu. Oblast poryfyrického talíře zaujímá plochu kolem 1500 km². Nad tímto porfyrickým talířem jsou písčité depozity se stmelenými říčními naplaveninami. Ty jsou vloženy spolu s vápenitými depozity vzniklými z rozšiřujícího se druhohorního moře zvaného Tethys, které existovalo před více než 180 miliony lety. Na dně tohoto moře, v různých hloubkách, při různé slanosti a teploty vody s pomocí nové vulkanické činnosti, se vytvářely skály a masivy, které se postupně formovaly až do dnešní podoby.
V Dolomitech jsou přítomny čtyři hlavní geomorfologické procesy:
- Tendence skal k tomu, aby se zhroutily či drolily ve vertikálním směru spíše než v horizontálním.
- Vznik skalních říms a vytvoření obrovských balkonů, které přerušují skalní stěny v poměrně stejných nadmořských výškách.
- Přítomnost obrovského úlomkovitého, vápencového pláště, který přikrývá a zatlačuje prapůvodní základ skalních masivů.
- Glaciální modelace, která může být viděna zvláště v dolinách a zdůrazňuje svislost skalních stěn.

### Dolomit

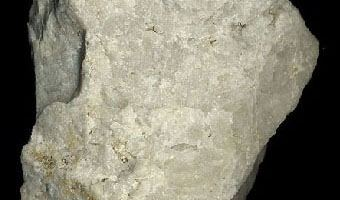
Dolomit

Dolomit chemicky sestává z uhličitanu vápenatého a hořečnatého. Skály jsou zde složeny z dolomitu obsahujícího 50–90 % karbonátů. Ten nahradil samotný uhličitan vápenatý procesem výměny nazvané dolomitizace (částečné nahrazení vápníku hořčíkem). Eroze hornin  způsobuje rozličné tvary dolomitských vrcholů, věží, říms či nakloněných rovin. Skalní stěny jsou méně odolné proti erozi a tak získávají na své strmosti a hřebeny na rozeklanosti.

### Glaciál
Na změně a vzhledu Dolomit měla svůj vliv také doba ledová, která zde během čtvrtohor působila celkem čtyřikrát. Ledovce formovaly hluboká údolí a zároveň narušily již tak dost křehké skalní masivy.

## Členění

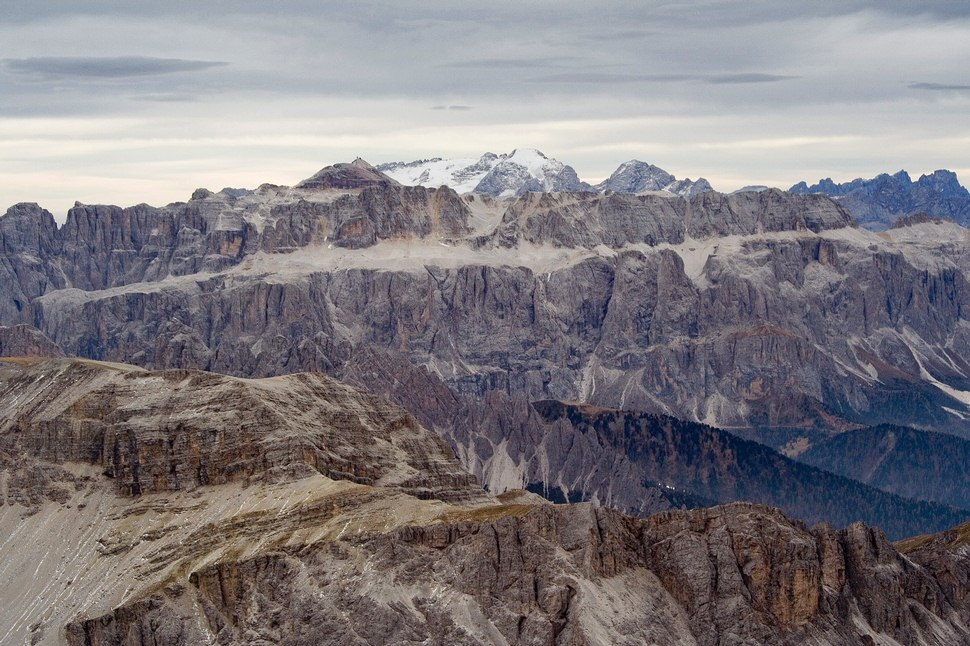
Sella a Marmolada

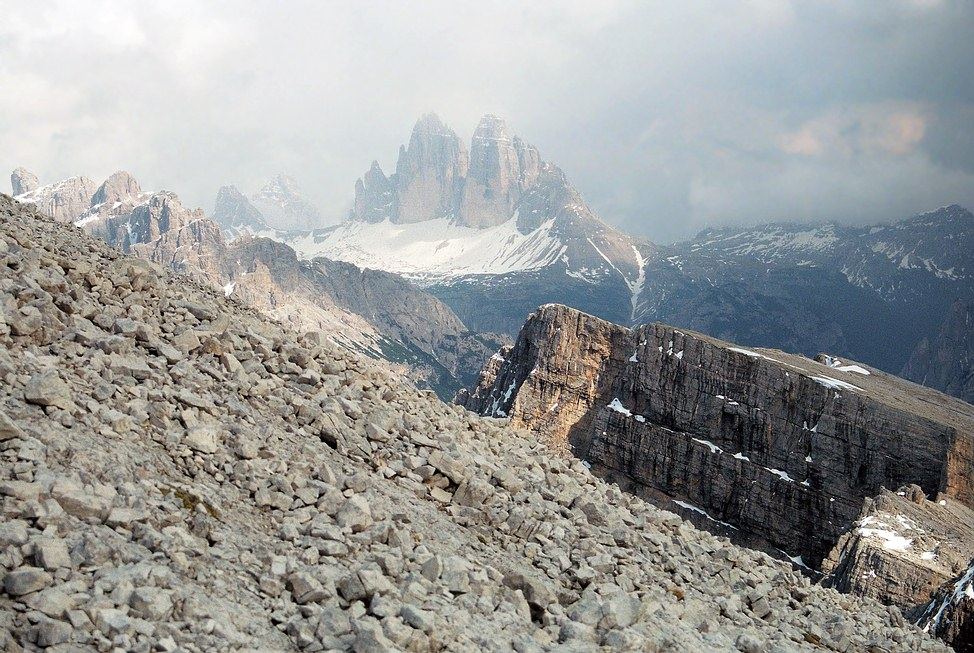
Tre Cime (2999 m n. m.)

Pro svou odlišnou stavbu, vegetaci a charakter dělíme Dolomity na dvě základní skupiny. Východní a Západní Dolomity, které jsou od sebe odděleny spojnicí Val Badia – Campolongopass – údolí Cordevole (Agordino). V masivu se nachází více než 40 malých ledovců. Jediným opravdovým ledovcem je Ghiacciao del Marmolada na nejvyšší hoře Dolomit.

### Východní Dolomity
Východní Dolomity tvoří několik velmi vysokých pohoří a představují koncentraci štítů, rozeklaných hřebenů a hlubokých údolí.
Na severu je to skupina Dolomiti di Sesto (Sextenské Dolomity) s nejslavnějším útvarem Dolomit – Tre Cime. Na tuto část navazuje na jihu menší samostatná skupina Cadini. Jižně od těchto hor leží zajímavý, jen zřídka navštěvovaný horský hřeben Marmarole, který bezprostředně sousedí se samostatnými celky skládajícími se prakticky ze dvou samostatných vrcholů Antelao a hradby Sorapiss. Údolí řeky Boite odděluje svým charakterem poněkud odlišnou jižní část Dolomit. Zde leží vedle sebe hory Monte Pelmo a Monte Civetta s navazujícím masivem Moiazza. Jižně od údolí Cordevole se nalézají spletité hřebeny masivů Tamer, Pramper, Talvena a Bosconero zakončené poslední vysokou částí Monte Schiara (Dolomiti Bellunesi). Město Cortina d'Ampezzo leží takřka uprostřed Dolomit a je obklopeno dalšími významnými skupinami Východních Dolomit. Monte Cristallo se nachází na severu, na západě vyrůstá mohutná hradba skupiny Tofana tvořící s menším masivem Fanis jeden celek. Naproti na jihu je skupina Nuvolau – Averau. Dále na severu patří pod Východní Dolomity ještě horské masivy Sennes, Fanes a Dolomiti di Braies. Celá východní část je dobře zpřístupněna hustou sítí horských silnic přes vysoko položená sedla (Passo Falzarego, Passo Tre Croci, Passo Cibiana apod.).

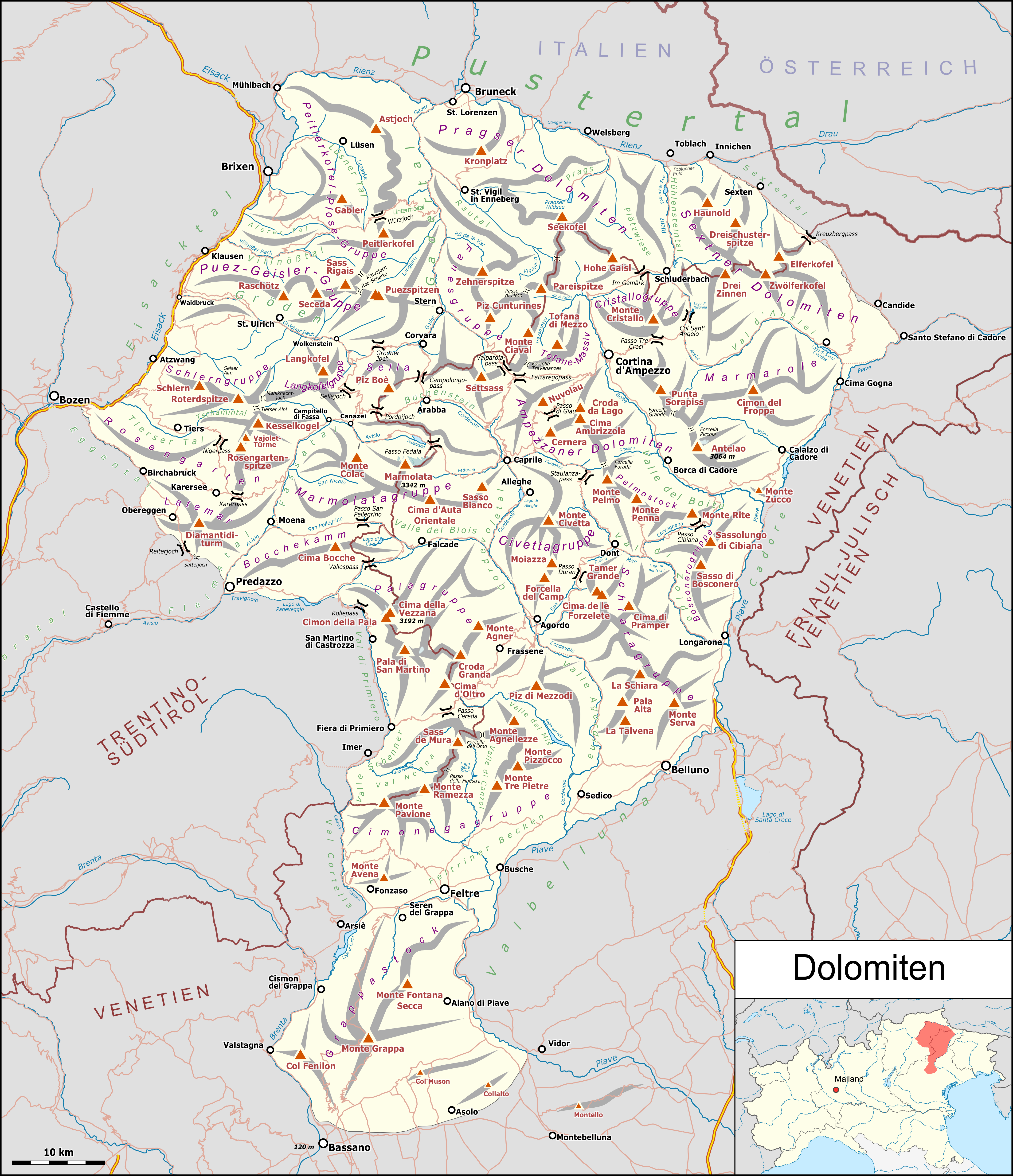
Dolomity – schematická mapa

### Západní Dolomity
Doliny Badia a Cordevole oddělují východní část Dolomit od západní. Zde leží zcela ve středu nejvyšší vrchol celých Dolomit: Marmolada. Severně od tohoto masivu je barikáda masivu Sella s navazujícími horskými celky Puez – Odle, Resciesa, Plose a Luson, z nichž některé již postrádají typický dolomitický charakter. Západ území tvoří rozlehlé plošiny Sciliar a Alpe di Siusi. K jihu leží protáhlý masiv Cattinacio a osamělé Sassolungo, malý Latemar, ale především divoce rozeklaný masiv Pala di San Martino. Dále k jihu se Dolomity celkově snižují. Jsou zde masivy Sole, Le Vette Feltrine, Cismon a Monte Grappa. Komunikační spojení je odpovídající pouze na severu (sedla Pordoi, Sella, Gardena, Campagnolo a Rolle). Jih území je značně nepřehledný a relativně i špatně dostupný.

## Nejvýznamnější hory
- Marmolada (3343 m)
- Antelao (3264 m)
- Tofana di Mezzo (3244 m)
- Monte Cristallo (3221 m)
- Monte Civetta (3220 m)
- Gran Vernel (3210 m)
- Sorapis (3205 m)
- Cima Vezzana (3192 m)
- Cimon de la Pala (3184 m)
- Langkofel (italsky Sassolungo) (3181 m)
- Monte Pelmo (3168 m)
- Piz Boé (3152 m)
- Hohe Gaisl (italsky Croda Rossa) (3146 m)
- Dreischusterspitze (3145 m)
- Sasso Vernale (3058 m)
- Lavarella (3055 m)
- Sas Rigais (3025 m)
- Monte Popera (3015 m)
- Tre Cime (2999 m)
- Dürrenstein (2839 m)
- Seekofel (2810 m)
- Monte Schiara (2565 m)
- Sciliar (2563 m)
- Col di Lana (2462 m)

## Údolí
Dolomity jsou protkány četnými a někdy i hlubokými dolinami. Geologicky nejzajímavější je údolí Fassatal, které je uloženo na žulovém základě a vyskytují se zde nejrozmanitější plutonické a sedimentérní horniny. Na sever od údolí Pustertal směřují spojená údolí Gadertal a Ennebertal, na západ od řeky Eisack se nachází údolí Grödnertal. Jihozápadně od řeky Adiže je to údolí Avisia, které se spojuje s údolím Fassatal na horním konci, dále údolím Fleimstal a nejníže s dolinou Val Fembra. Jih Dolomit je lemován dolinou Val Sugano, kde protéká řeka Brenta. Na jihozápadě potom směřuje podle řeky Brenta dolina Cordevole Val d'Agordo a podél řeky Boite údolí Ampezztal, které je jedním z nejmalebnějších v celých Dolomitech a je také podle toho navštěvováno.

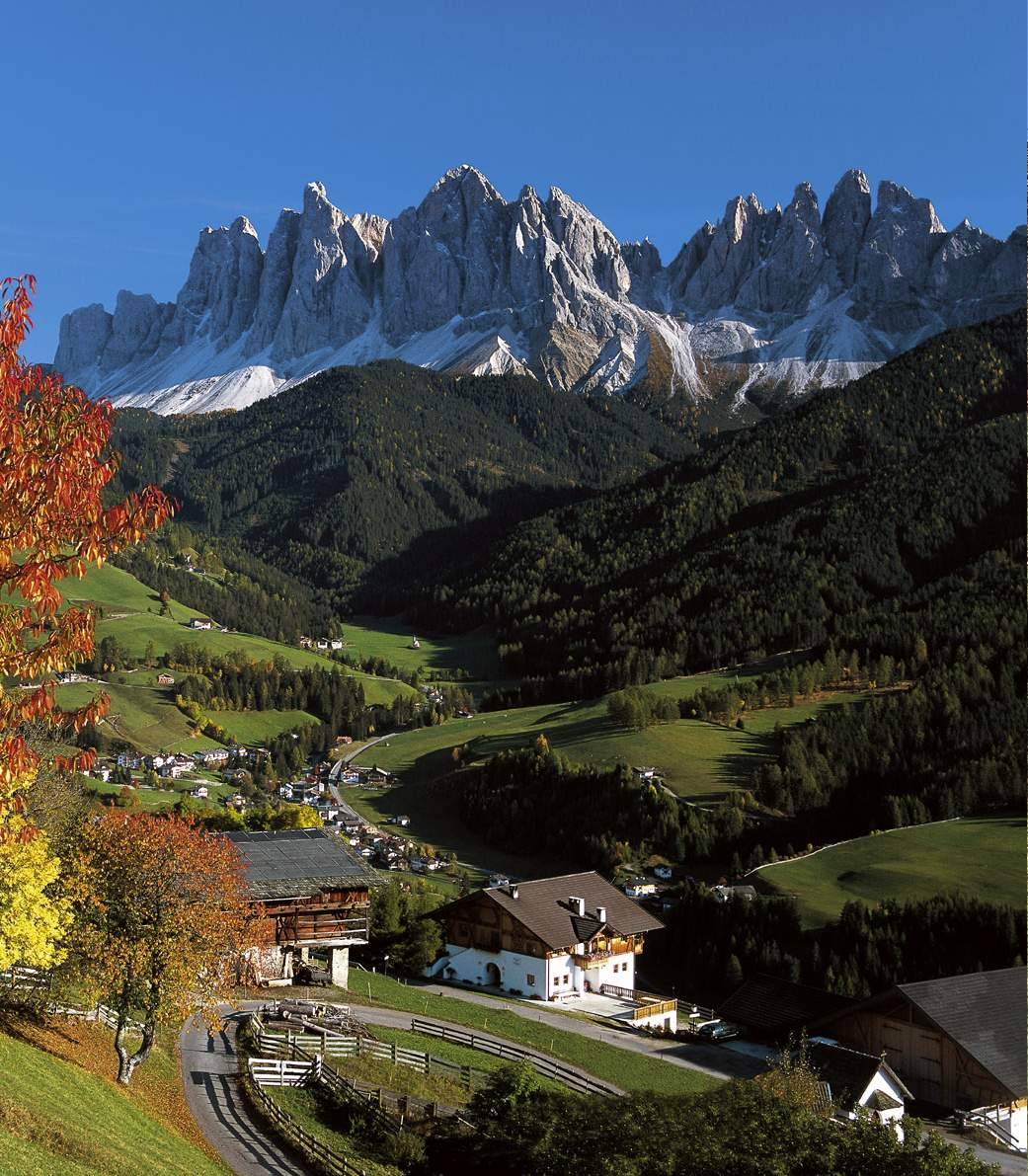
Villnösstal a skupina Geisler

- Grödnertal
- Gadertal
- Villnösstal
- Fassatal
- Fleimstal
- Eggental
- Primierotal
- Pustertal
- Val di Zoldo
- Val Boite
- Valbelluna
- Valle Agordina
- Stava

## Vodstvo

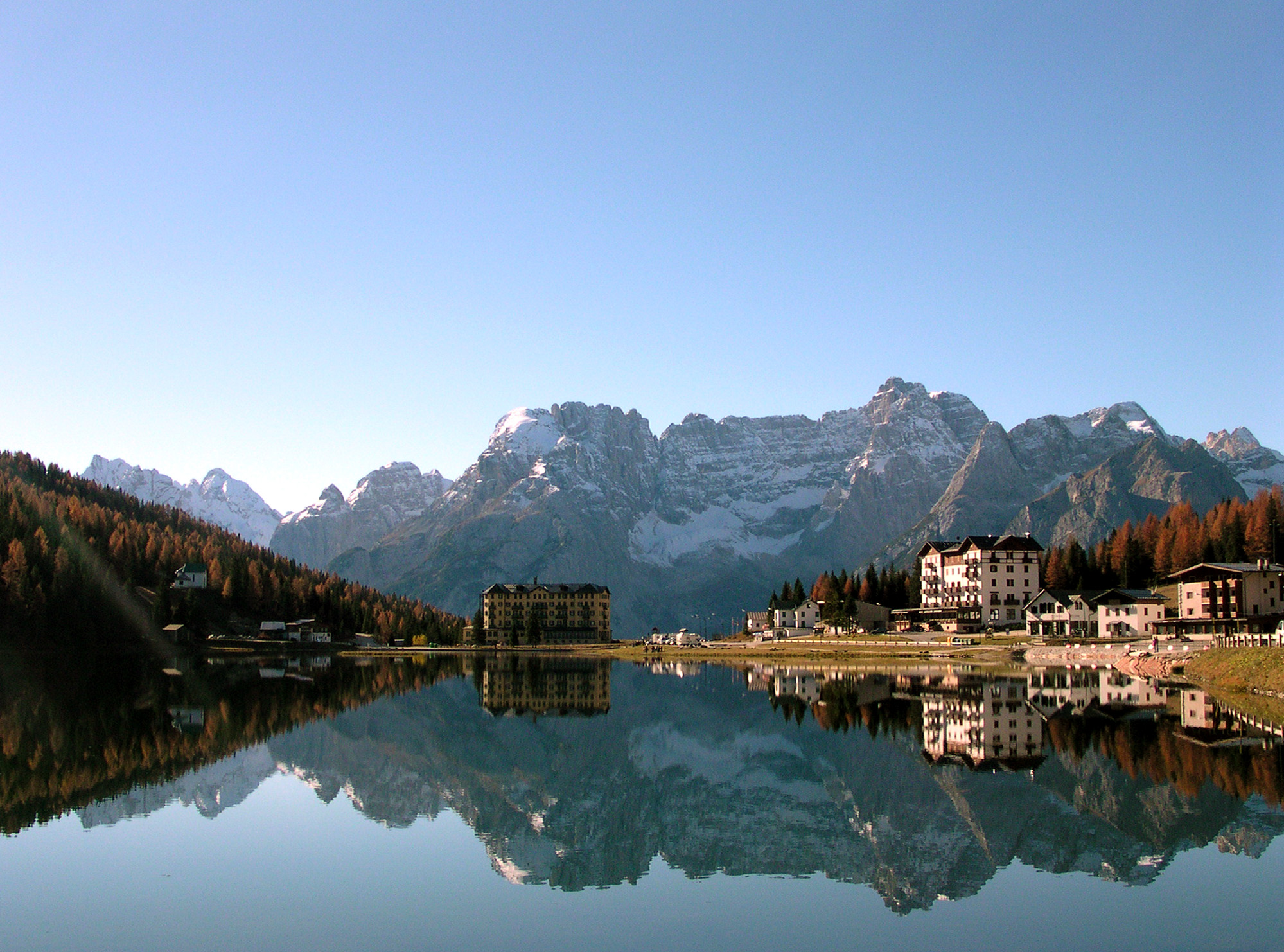
Lago di Misurina, vzadu skupina Sorapiss

### Řeky
Největší řekou, odvodňující severní a západní část Dolomit je Adige. Pramení pod sedlem Reschenpass, v oblasti centrálních Dolomit jižně od Bolzana do ní ústí největší přítok Isarco (Eisack). Druhou největší řekou, která odvodňuje horstvo na východě, je Piava. Vody z jižní oblasti odvádí říčka Brenta, pramenící v jezeru Lago di Caldonazzo. Všechny tyto řeky ústí do Jaderského moře poblíž Benátek.

### Jezera
I když jsou Dolomity vyprahlé, na jezera jsou poměrně bohaté. Uvést lze například Lago di Misurina, Lago di Braies nebo Toblacher See.

## Správní uspořádání
Dolomity leží na území dvou italských regionů (krajů) – samosprávného regionu Tridentsko-Horní Adiže (Trentino-Alto Adige) a regionu Benátsko (Veneto). Region Trentino-Alto Adige se skládá ze dvou samosprávných provincií, Bolzano a Trento, velmi odlišných z hlediska skladby obyvatelstva. Provincie Bolzano je osídlena převážně německy mluvícím obyvatelstvem, jižně od průsmyku Salurn v provincii Trento žijí téměř výhradně Italové, stejně jako v regionu Veneto. V centru Dolomit, v oblasti Cortiny d'Ampezzo, to jsou převážně Ladinové, příbuzní švýcarských Rétorománů. Od konce první světové války jsou v regionu Trentino-Alto Adige zavedeny dva úřední jazyky – němčina a italština. Pojmenování většiny míst, řek a hor je proto většinou dvojjazyčné. Zajímavostí je že v údolích Val Badia a Val Gardena je studium ladinštiny povinné ve školách ještě dnes.

## Kultura
Dolomity mají tisíciletou historii a kulturu, která s menšími obměnami přetrvává na mnohých místech dodnes. Tato historie spolu s důležitými faktory jako je např. krása krajiny či drsné klima se přímo odráží na celé oblasti a jejích obyvatelích. Oddanost a pohostinství, určitý smysl sounáležitosti a láska k horám se dědila po generace již od prvních obyvatel Monti Pallidi a ještě dnes je pozorovatelná na lidech žijících v dolomitských údolích, kde stále dodržují tradice jako jsou dobové slavnosti, legendy, dřevařská práce a jiná typická řemesla. Stále více se zde hledí na ochranu životního prostředí, což se dotýká např. architektury staveb, použitých materiálů, které se v jistém moderním pojetí vracejí ke svým kořenům.

## Turismus
Dolomity jsou turisticky velmi vyhledávané. Mají zde své místo milovníci zimních sportů, horolezci, turisté, ale i obdivovatelé historických památek nebo moderních středisek. Hlavními centry jsou: Rocca Pietore ležící hned vedle nejvyšší hory Marmolada, Alleghe, Falcade, Auronzo, Cortina d'Ampezzo, Arabba, Ortisei a San Martino di Castrozza. Pohoří je propojeno řadou dálkových cest, z nichž jedna z nejslavnějších je Alta Via n. 1, na jejíž absolvování je třeba až 8 dní a spojuje také několik horských chat.

### Via ferraty
Mnoho lidí dnes navštěvuje Dolomity kvůli množství zajištěných cest „via ferrata“. Ferraty mají v pohoří velkou tradici. Zde se pravděpodobně za první světové války zrodila myšlenka zajištěných cest, které měly zprvu pouze napomáhat pohybu vojáků v nepřístupném terénu, jakým Dolomity jistě jsou.

### Horolezectví
Dolomity jsou také rájem horolezců. Zde se psala historie světového horolezectví. V létě zde lze absolvovat mnoho výstupů od lehoučkých, skoro chodeckých až po nejextrémnější výstupy. V zimě jsou pak Dolomity velmi tvrdým terénem. Horolezecky významné jsou severní stěny skupiny Tre Cime/Drei Zinnen, jižní stěna Marmolady, velmi populární je skupina Sella, Tofana a řada dalších. Mnoho významných prvovýstupů zde vykonali i čeští a předtím českoslovenští horolezci. Nejznámějším prvovýstupem československých horolezců je Cesta přes Rybu v Jižní stěně Marmolady, československé dvojice Jindřich Šustr a Igor Koller. Uskutečnil se v roce 1981 a vzhledem k obtížnosti a minimálnímu použití technických pomůcek je dodnes uznáván za přelomový.

## Příroda

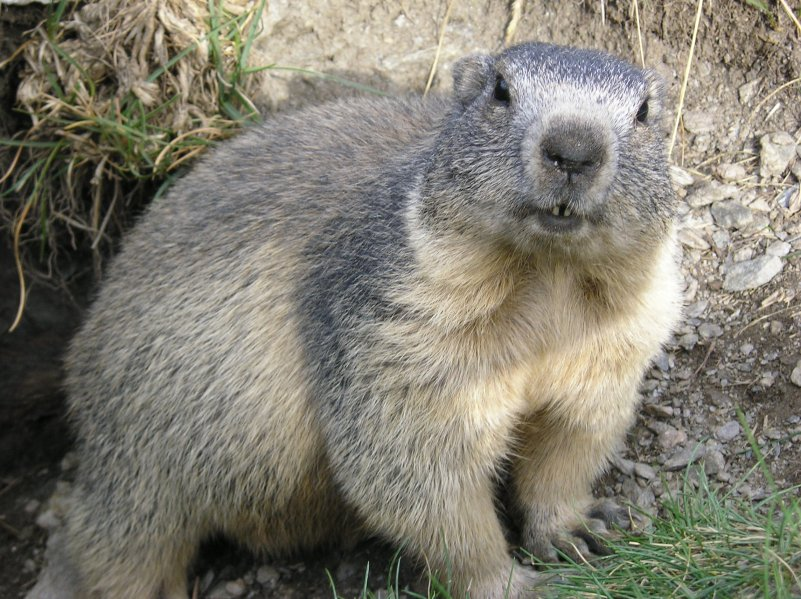
Alpský svišť

### Fauna
Z fauny lze v lesích Dolomit spatřit jelena evropského, na travnatých svazích píská svišť horský a skalami a stráněmi se prohánějí stáda kamzíků. Opravdovými vládci horských pustin jsou kozorožci. V dřívějších dobách bylo vcelku běžné setkat se zde i s medvědem hnědým, který odsud již prakticky vymizel. V poslední době jsou však hlášeny případy, kdy byla tato šelma na území Dolomit spatřena. Mezi další, drobnější živočichy obývající oblasti Dolomit jsou např. lasice, kuna, zajíc a veverka. Z ptáků můžeme vidět koroptve, orli skalní, havrany a vrány. V lesích poletují datli, tetřevi a sovy. Množství pestrobarevných motýlů a pstruzi v řekách jen dokládají barevnost zdejšího života.

### Flora
Skalnaté vrcholy Dolomitů kontrastují se zelenými loukami a lesy rostoucích na jejich úpatích. V Dolomitech roste více než 1500 různých druhů rostlin, převládají zde rozsáhlé druhově rozmanité lesy, na alpinských loukách roste nespočet horských květin. V nejvyšších nadmořských výškách se objevují pinie a mechy, o něco níže můžeme pozorovat borovici kleč. V pásmu lesů se daří červeným a skotským jedlím, modřínům, borovicím. Listnaté lesy jsou tvořeny porosty buků, bříz, vrb, cedru a olše šedé. Méně se zde vyskytují také dub, habr, javor a jasan. Na jaře je zde vidět exploze barev z padesáti různých druhů orchidejí a tisíců květin na vysokých alpských pastvinách. V Dolomitech roste mnoho endemických druhů, léčivých rostlin i hub. Tuto rozmanitost zapříčinilo také skalní vápencové podloží.

### Přírodní parky
Parco Naturale delle Dolomiti d'Ampezzo

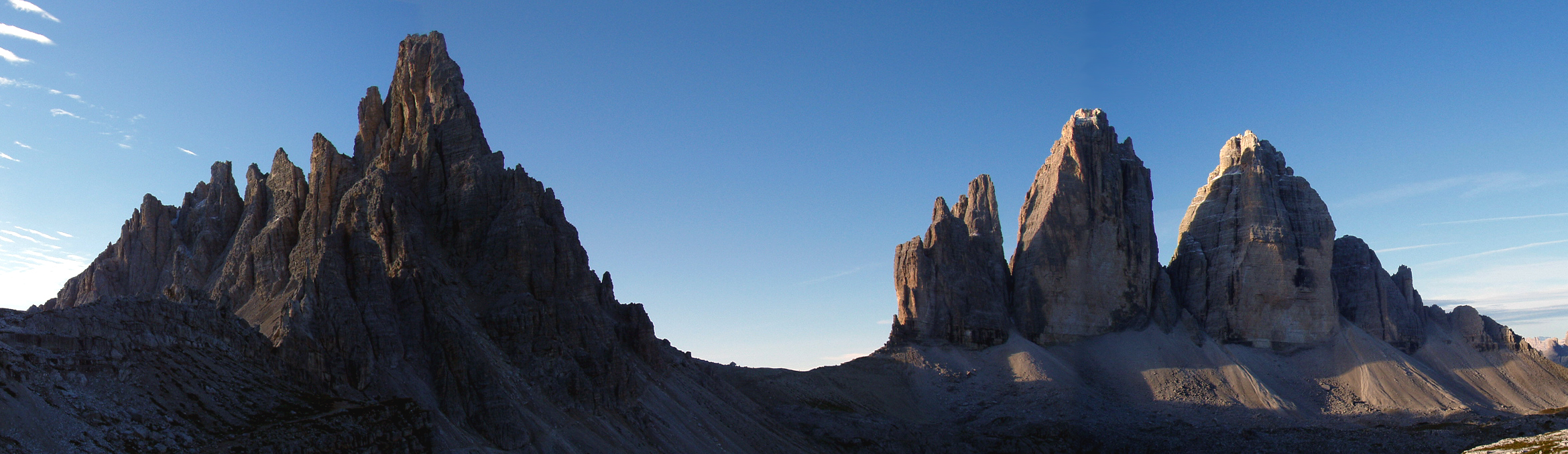
Sextenské Dolomity

Rozkládá se na území Provincie Belluno, tento přírodní park byl založen v roce 1990, rozloha 11 000 ha. Oblast: do území parku patří hory v dolinách Val D'Ampezzo, od sedla Passo Falzarego k sedlu Passo Tre Croci, zahrnujíc také masiv Tofana, dolinu Val Travennanzes, masiv Croda Rossa, dolinu Val Padeon a oblasti Foses, Lerosa, Cianco de Crosc, Ra Stua a Antruiles.
Parco Naturale delle Dolomiti Friulane
Rozkládá se na území Provincie Pordenone a bývalé provincie Udine, založen v roce 1996, rozloha 36 950 ha. Oblast: Údolí Val Cellina, Valle del Tagliamento, Val Tramontina, Val Colvera včetně věží Toro, hřebene Monfalconi, vrcholu Monte Duranno, vrcholu Cima dei Preti (2703 m) a Monte Pramaggiore (2479 m).
Parco Naturale di Paneveggio – Pale di San Martino

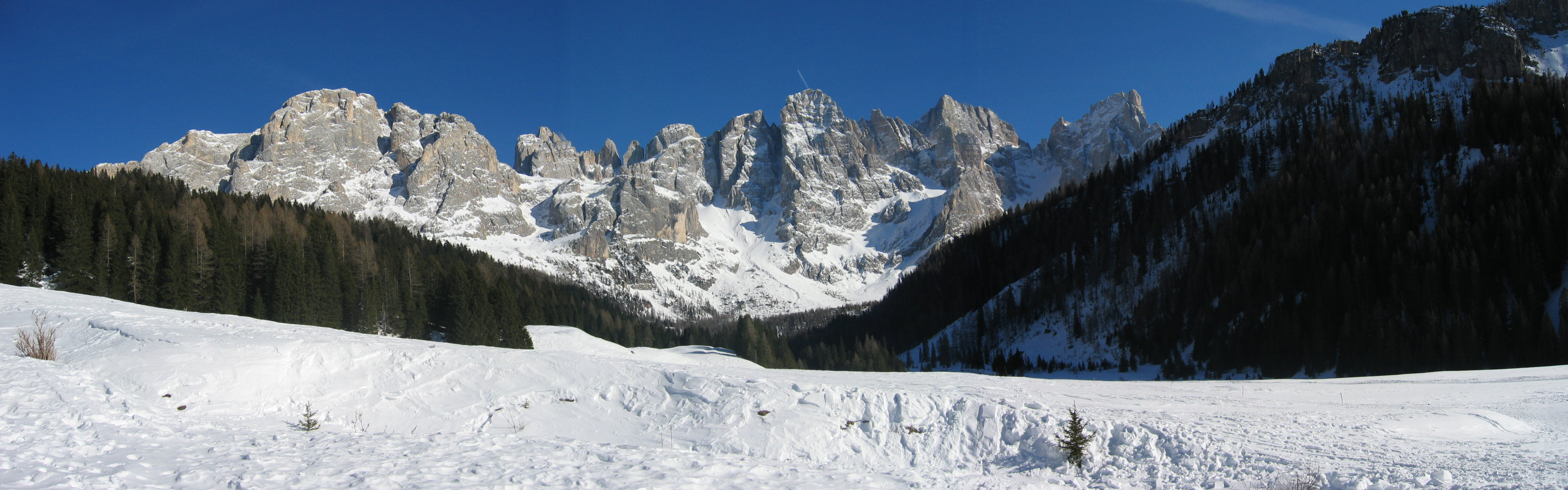
Pale di San Martino

Rozkládá se na území provincie Trento, založen v roce 1967, rozloha 19 711 ha. Oblast: území na jihu od hřebene Lagorai a Pale di San Martino.
Přírodní park Fanes-Sennes-Prags
Rozkládá se na území Provincie Bolzano, založen v roce 1980, rozloha 25 680 ha. Oblast: území vedle dolin Pustertal, Val di San Cassiano, Val di Landro a sousedí s parkem Parco Naturale Dolomiti d'Ampezzo. Součástí parku jsou skupiny Fanes-Sennes, Dolomiti di Braies, Sasso della Croce a vrchol Dürrenstein.
Parco Naturale delle Dolomiti Bellunesi
Rozkládá se na území Provincie Belluno, založen byl v roce 1990, plocha parku je 32 000 ha. Oblast: zahrnuje území poblíž dolin Val Cismon a Valle del Piave a území táhnoucí se směrem k jezeru Lago del Mis. Mezi masivy chráněné parkem patří Vette Feltrine, Monti del Sole, Schiara a Talvena.
Parco Naturale Puez - Odle
Rozkládá se na území Provincie Bolzano, založen v roce 1978, plocha parku činí 9400 ha. Oblast: zahrnuje horskou skupinu Odle-Puetz, dolinu Villnösstal, masivy Sasso di Putia, Gardenaccia (2500 m), Sassongher (2665 m), Sas Rigais (3025 m).
Parco Naturale delle Dolomiti di Sesto – Sextenské Dolomity
Rozkládá se na území Provincie Bolzano, založen v roce 1982, plocha parku je 11650 ha. Oblast: údolí Pustertal, části dolin Valle di Landro a Valle di Sesto, chráněné území také zahrnuje celou řadu skalních masivů jako např. Cima Undici, Croda dei Baranci, Dreischusterspitze, Croda dei Toni a severní stěny Tre Cime.
Parco Naturale dello Sciliar
Rozkládá se na území Provincie Bolzano, založen v roce 1974, je nejmenším přírodním parkem Dolomit s rozlohou 6386 ha. Oblast: zahrnuje zejména skupinu Sciliar (2662 m), Alpe di Ciapit, Rosengarten, Siusi a údolí Val Ciamin.
Parco Naturale Monte Corno
Rozkládá se na území Provincie Bolzano, rozloha 6500 ha, Oblast: území vedle dolin Val d'Adige, Val di Cembra a masivy Sella di San Lugano a Chiusa di Salorno

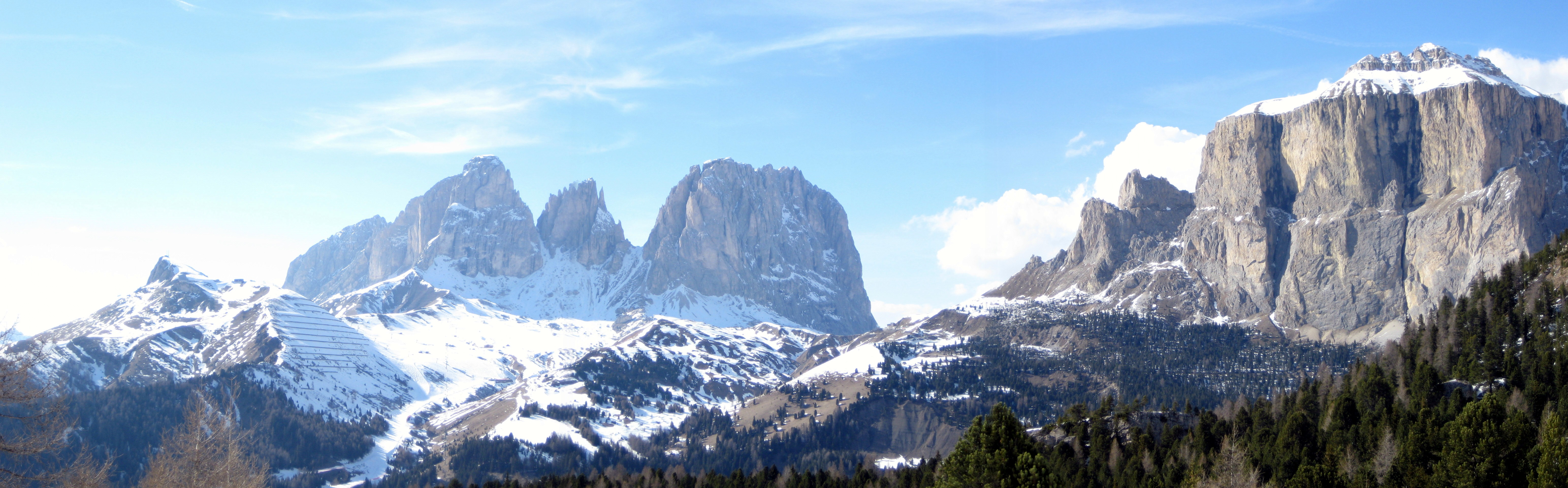
Zleva Plattkofel/Sass Platt, Langkofel/Sasso Lungo, Passo di Sella/Sellajoch a jižní stěna Pic Ciavázes